# جوناثان موريس (كاتب)
جوناثان موريس (بالإنجليزية: Jonathan Morris)‏ هو كاتب بريطاني، ولد في 1973 في تونتون (المملكة المتحدة) في المملكة المتحدة.

## وصلات خارجية
- جوناثان موريس على موقع IMDb (الإنجليزية)
- جوناثان موريس على موقع ميوزك برينز (الإنجليزية)